# Vergaberecht (Europäische Union)
Das Vergaberecht der Europäischen Union ist derjenige Teil des Europarechts im engeren Sinne, der die Vergabe öffentlicher Aufträge durch die Mitgliedstaaten und deren Organe regelt. Es besteht im Wesentlichen aus der allgemeinen Vergaberichtlinie 2014/24/EU und der Sektorenrichtlinie 2014/25/EU sowie den vom EuGH erstmals in der Entscheidung Telaustria und Telefonadress zum Ausdruck gebrachten allgemeinen Rechtsgrundsätzen.

## Rechtsgrundlage
Nach Art. 114 Abs. 1 AEUV ergreifen das Europäische Parlament und der Europäische Rat „Maßnahmen zur Angleichung der Rechts- und Verwaltungsvorschriften der Mitgliedstaaten, welche die Errichtung und das Funktionieren des Binnenmarkts zum Gegenstand haben“. Da dieser Binnenmarkt insbesondere auf den vier in Art. 26 Abs. 2 festgeschriebenen Grundfreiheiten, also dem freien Verkehr von Waren, Personen, Dienstleistungen und Kapital, beruht, ermächtigt Art. 114 die Organe der EU damit dazu, über das europäische Sekundärrecht Einfluss auf diejenigen Regelungen der Mitgliedsstaaten zu nehmen, die die Vergabe und Durchführung öffentlicher Aufträge zum Gegenstand haben. Ziel dieser Intervention ist insbesondere die Garantie eines freien und gleichberechtigten Zugang zu öffentlichen Aufträgen für alle europäischen Unternehmen sowie eine möglichst transparente Auftragsvergabe.

„Wie der Gerichtshof bereits mehrfach festgestellt hat, soll die Koordinierung der Verfahren zur Vergabe öffentlicher Aufträge auf Gemeinschaftsebene die Hemmnisse für den freien Dienstleistungs- und Warenverkehr beseitigen und damit die Interessen der in einem Mitgliedstaat niedergelassenen Wirtschaftsteilnehmer schützen, die den in einem anderen Mitgliedstaat niedergelassenen öffentlichen Auftraggebern Waren oder Dienstleistungen anbieten möchten […].“

Zunehmend versucht die EU zudem, auf eine stärkere Berücksichtigung von sozialen und Umweltkriterien durch öffentliche Auftraggeber hinzuwirken.

## Entwicklung
Die ersten europäischen Rechtsakte, die Aspekte des Vergaberechts zum Gegenstand hatten, waren die Richtlinien 71/304/EWG und 77/62/EWG. Sie waren stark am französischen Recht orientiert und enthielten insbesondere Bestimmungen über die bei der Vergabe öffentlicher Aufträge einzuhaltenden Formerfordernisse.
In Reaktion auf das 1985 von der Kommission um Jacques Delors veröffentlichte Weißbuch zum europäischen Binnenmarkt erließ der Rat am 21. Dezember 1989 die sogenannte „Rechtsmittel-Richtlinie“ (Richtlinie 89/665/EWG), die Regeln über die Ausschreibung öffentlicher Liefer- und Bauaufträge und die zulässigen Rechtsmittel gegen diese enthält. Am 25. Februar 1992 folgte die sogenannte „Sektorenrichtlinie“ (Richtlinie 92/13/EWG), die diese Regeln – mit einigen Änderungen – auf die Bereiche übertrug, die wegen ihrer in vielen Mitgliedsstaaten stattfindenden Privatisierung vom Anwendungsbereich der Rechtsmittel-Richtlinie ausgenommen worden waren: Wasser-, Energie- und Verkehrsversorgung sowie der Bereich der Telekommunikation. Die Richtlinie 92/50/EWG vom 18. Juni 1992 enthielt entsprechende Regelungen für Dienstleistungsverträge.
Mit den Richtlinien 93/36/EWG und 93/37/EWG wurden weitere Regelungen für Liefer- und Bauaufträge getroffen, die mit der Richtlinie 93/38/EWG sie auf die Bereiche der Wasser-, Energie- und Verkehrsversorgung sowie der Telekommunikation ausgeweitet wurden.
Weiter modernisiert wurden die Regelungen mit den Richtlinien 2004/17/EG und 2004/18/EG, wobei deren Anwendungsbereich, abgesehen vom nicht erfassten Bereich der Telekommunikation, weitgehend identisch zu dem der Vorgänger-Richtlinien geblieben ist.
Mit der Einführung dieser Richtlinien im Jahre 2004 wurde insbesondere die Modernisierung, Vereinfachung, Vereinheitlichung und Harmonisierung des europäischen Vergaberechts angestrebt. Wichtige Neuerungen in diesem Sinne waren insbesondere die Einführung des „wettbewerblichen Dialogs“ in Art. 29 Richtlinie 2004/18/EG, der gegenüber den gewöhnlichen Verfahren flexibler ist, die Förderung von „Unteraufträgen“ (Art. 37 Richtlinie 2004/17/EG und Art. 25 Richtlinie 2004/18/EG), die kleinen und mittleren Unternehmen den Zugang zu öffentlichen Aufträgen erleichtern sollen, und die nunmehr ausdrücklich vorgesehene Möglichkeit öffentlicher Auftraggeber, gemeinsam sogenannte „zentrale Beschaffungsstellen“ einzurichten (Art. 27 Richtlinie 2004/17/EG und Art. 11 Richtlinie 2004/18/EG) und auf „dynamische Beschaffungssysteme“ zurückzugreifen.
Zudem reagierten Parlament und Rat mit den Richtlinien auf die Rechtsprechung des EuGH, der in der Entscheidung Telaustria und Telefonadress vom 7. Dezember 2000 von den Richtlinien unabhängige Rechtsgrundsätze des Vergaberechts entwickelt hatte und insbesondere in der Entscheidung Concordia Bus Finland vom 17. Dezember 2002 die Berücksichtigung von Umweltgesichtspunkten bei der Auftragsvergabe zugelassen hatte, obwohl dies von den Richtlinien nicht vorgesehen war. Art. 2 der Richtlinie 2004/18/EG bestätigt nunmehr ausdrücklich die Grundsätze der „Gleichbehandlung“, der „Diskriminierungsfreiheit“ und der „Transparenz“, die Richtlinien 2004/17/EG und 2004/18/EG sehen zudem die Beachtung von Umwelt- und anderen Nachhaltigkeitsaspekten vor.

„Die öffentlichen Auftraggeber behandeln alle Wirtschaftsteilnehmer gleich und nichtdiskriminierend und gehen in transparenter Weise vor.“

## Gegenwärtige Rechtslage

### Richtlinien
Die wichtigsten europäischen Regelungen des Vergaberechts finden sich gegenwärtig in der allgemeinen Vergaberichtlinie 2014/24/EU sowie der Sektorenrichtlinie 2014/25/EU. Daneben steht die Konzessionsvergaberichtlinie 2014/23/EU sowie die Richtlinie 2009/81/EG betreffend die Vergabe von Aufträgen im Verteidigungs- und Sicherheitsbereich.
Weiterhin existiert die Richtlinie 2007/66/EG, die Bestimmungen über die zulässigen Rechtsmittel enthält, die gegen die Vergabe eines öffentlichen Auftrags eingelegt werden können.

### Allgemeine Rechtsgrundsätze
Da die Vergabe von Dienstleistungskonzessionen ausdrücklich vom Anwendungsbereich der Richtlinien über das Vergaberecht ausgenommen war, entnahm der EuGH in den Entscheidungen Telaustria und Telefonadress und Parking Brixen dem EG-Vertrag „allgemeine Grundsätze“, die insbesondere ein transparentes Vergabeverfahren erforderlich machten.

„Auch wenn solche Verträge [i. e. Dienstleistungskonzessionen] beim derzeitigen Stand des Gemeinschaftsrechts vom Anwendungsbereich der Richtlinie 93/38 ausgenommen sind, so haben die Auftraggeber, die sie schließen, doch die Grundregeln des [EG-]Vertrages im Allgemeinen und das Verbot der Diskriminierung aus Gründen der Staatsangehörigkeit im Besonderen zu beachten, das insbesondere eine Verpflichtung zur Transparenz einschließt, damit festgestellt werden kann, ob es beachtet worden ist.“

Neben dem Diskriminierungsverbot und der damit einhergehenden Verpflichtung zur Transparenz zählte der Gerichtshof insbesondere einen angemessenen Grad an Öffentlichkeit zu diesen Prinzipien.

„Kraft dieser Verpflichtung zur Transparenz muss der Auftraggeber zugunsten potenzieller Bieter einen angemessenen Grad von Öffentlichkeit sicherstellen, der den Dienstleistungsmarkt dem Wettbewerb öffnet und die Nachprüfung ermöglicht, ob die Vergabeverfahren unparteiisch durchgeführt wurden.“

In seinem Beschluss Bent Mousten Vestergaard vom 3. Dezember 2001 wandte der Gerichtshof diese Prinzipien auf einen Auftrag an, dessen Volumen sich unterhalb der in den Richtlinien festgelegten Grenzwerte befand und der daher nicht in deren Anwendungsbereich fiel. Ebenso erklärte er in der Entscheidung Contse eine Ausschreibung wegen eines Verstoßes gegen das Diskriminierungsverbot für unzulässig, obwohl die ausgeschriebene Dienstleistung ausdrücklich vom Anwendungsbereich der Richtlinien ausgenommen war.
Schließlich füllt der Gerichtshof auch in Fällen, die unter die Richtlinien fallen, Regelungslücken durch Rückgriff auf die genannten, aus dem europäischen Primärrecht folgenden allgemeinen Rechtsgrundsätze.